# 上總三又車站
上總三又車站（日语：／ Kazusa-mitsumata eki */?）是小湊鐵道所屬的小湊鐵道線之沿線車站，位於千葉縣市原市海士有木。
本站雖冠有舊令制國「上總」的前綴，但一直以來並沒有其他車站曾經稱為「三又站」。

## 車站構造

### 站房
設有一座半開放式的木建單層站房一座，為第三代站房。左側為附設窗口的站務室，直至2013年為止，曾經在早上繁忙時段有職員到站駐守。2013改為全日無人化。
車站出入口位於站房中央，另在站房右端設有無障礙斜道，可直至進入月台範圍。從玄關進站後，左側為原站務室，服務窗口仍然保留在此，旁邊設置了自動售票機，最左側原先為職員用洗手間，出入口設於月台方，車站完全無人化後，開放為男、女共用洗手間，後來於2019年下半年起，洗手間部份被拆走，並重新規劃為男、女獨立式洗手間。工程於2020年初完成，男洗手間位於車站外的一端，女洗手間則維持在月台端；至於站房右側為半開放式的候車區域，設有兩張木長櫈。
站房前方設有飲品自動售賣機及郵筒，稍遠處亦設有一座投幣式電話亭。

#### 第二代站房
第二代站房與本站房基本上為同一款式，於1989年完成，但在2001年2月17日晚上，因一宗不明原因的火災在站房內發生，導致整個站房被燒毀，後來由鐵道內的建築組花了一個半月的時間、極速地將站房重新建起來。

### 月台配置
設有側式月台1座。長度為約65米，有效長度為3輛。由於大部份月台配置都已設在站房內的候車室，只有在站務室外及月台上另設了兩張候車長櫈，及少量裝飾用的花壇而已。
列車靠站時，往五井為左側上落，往上總中野方向為右側上落。
| 路線        | 方向 | 目的地                                 |
| ----------- | ---- | -------------------------------------- |
| ■小湊鐵道線 | 上行 | 五井方向                               |
| ■小湊鐵道線 | 下行 | 上總牛久、里見、養老溪谷、上總中野方向 |

## 歷史
- 1930年11月20日：設站[3]。
- 1956年：無人化，但早上繁忙時間仍有站員駐守[來源請求]。
- 1989年3月：改築為具德國木小屋（英语：Log_house）風格的站房[4]。
- 2001年2月17日：晚上8時50分左右、站房被不明火災所燒毀[1][2]。後來吪了約一個半月的時間重建。
- 2013年3月15日：早上窗口服務取消，終日完全無人化[2][5]。
- 2019年10月-2020年上旬：洗手間改裝。

## 使用狀況
以下為乘車人次變化列表：
| 乘車人次變化 | 乘車人次變化     | 乘車人次變化 |
| 年度         | 1日平均 乘車人次 | 參考資料     |
| ------------ | ---------------- | ------------ |
| 2007         | 170              | [ 統計 1 ]   |
| 2008         | 171              | [ 統計 2 ]   |
| 2009         | 158              | [ 統計 3 ]   |
| 2010         | 143              | [ 統計 4 ]   |
| 2011         | 146              | [ 統計 5 ]   |
| 2012         | 147              | [ 統計 6 ]   |
| 2013         | 135              | [ 統計 7 ]   |
| 2014         | 128              | [ 統計 8 ]   |
| 2015         | 118              | [ 統計 9 ]   |
| 2016         | 110              | [ 統計 10 ]  |
| 2017         | 102              | [ 統計 11 ]  |
| 2018         | 196              | [ 統計 12 ]  |
| 2019         | 100              | [ 統計 13 ]  |
| 2020         | 92               | [ 統計 14 ]  |
| 2021         | 74               | [ 統計 15 ]  |
| 2022         | 78               | [ 統計 16 ]  |

## 相鄰車站
小湊鐵道
■小湊鐵道線
■房總里山Torocco、□觀光急行1,4,11,12號
通過
■普通
海士有木－上總三又－上總山田

## 軼事
在2021年11月，為配合「房總里山藝術節 市原Art×Mix2020＋」，於車站外右側的空地上，設置了一座以金屬鑄成、類似火箭的藝術裝置，這是由俄羅斯藝術家里歐尼·堤胥可夫（Leonid Tishkov）所設計及製作，命名為「三又宇宙基地」，作為他為藝術節而在小湊鐵路沿線車站擺放的「尋找七個月亮的旅程」（7つの月を探す旅）的其中一個展品。遊客可以從地面沿建於外圍的扶手爬梯，到達頂部設有圓形的觀望窗遠眺遠處，好像從火箭的觀望窗看地球一樣，而這裝置亦是少數於藝術展後仍然獲得原址保留的藝術品之一。

### 統計資料
1. ↑  千葉縣統計年鑑（平成20年） （页面存档备份，存于）（日語）
2. ↑  千葉縣統計年鑑（平成21年） （页面存档备份，存于）（日語）
3. ↑  千葉縣統計年鑑（平成22年） （页面存档备份，存于）（日語）
4. ↑  千葉縣統計年鑑（平成23年） （页面存档备份，存于）（日語）
5. ↑  千葉縣統計年鑑（平成24年） （页面存档备份，存于）（日語）
6. ↑  千葉縣統計年鑑（平成25年） （页面存档备份，存于）（日語）
7. ↑  千葉縣統計年鑑（平成26年） （页面存档备份，存于）（日語）
8. ↑  千葉縣統計年鑑（平成27年） （页面存档备份，存于）（日語）
9. ↑  千葉縣統計年鑑（平成28年） （页面存档备份，存于）（日語）
10. ↑  千葉縣統計年鑑（平成29年） （页面存档备份，存于）（日語）
11. ↑  千葉縣統計年鑑（平成30年） （页面存档备份，存于）（日語）
12. ↑  千葉縣統計年鑑（令和元年） （页面存档备份，存于）（日語）
13. ↑  .   [2025-04-05]. （原始内容存档于2023-07-25）.
14. ↑  千葉縣統計年鑑（令和3年），11 運輸・通信—111民鉄等駅別1日平均運輸状況（2020(令和2)年度）
15. ↑  千葉縣統計年鑑（令和4年），11 運輸・通信—111民鉄等駅別1日平均運輸状況（2021(令和3)年度）
16. ↑  .   [2025-04-05]. （原始内容存档于2025-01-27）.

## 外部連結
- 小湊鐵道上總三又站（页面存档备份，存于）